# Bâtiment Fabergé
Le bâtiment de la société de joaillerie Fabergé est un monument architectural situé dans le quartier central de Saint-Pétersbourg, rue Bolshaïa Morskaïa.

## Histoire
Un terrain avec une maison à trois étages et des dépendances dans la rue dans laquelle l'entreprise était auparavant située, a été acheté par Fabergé au major général V.P. Zolotov pour 407 000 roubles en 1898. Les limites de l'étroite parcelle n'ont pas changé depuis la première moitié du XVIIIe siècle ; l'ancien bâtiment a été démoli. Le projet d'une nouvelle maison à quatre étages et de dépendances fut approuvé le 11 mai 1899 par la Douma de la ville et le 29 juillet par Nicolas II.
Le bâtiment a été construit en 1899-1900 par l'architecte allemand Karl  Schmidt. La conception originale de la façade était décorée de briques décoratives rouges avec des rayures claires horizontales et d'inserts en granit. Vraisemblablement, selon l'idée du propriétaire, Carl Fabergé (le cousin de l'architecte), la brique a été remplacée par de la pierre. 
L'entrepreneur en construction était K. Fassi, qui a volé une somme importante pendant la construction.
Le bâtiment comprenait un magasin, un bureau, des ateliers, un studio d'art et des appartements pour le propriétaire (quinze pièces) et ses fils.
Dans les années 1930-1966, la maison était résidentielle, puis elle fut occupée par un central téléphonique.

## Description
La Maison Fabergé présente un style néo-gothique et des éléments de l'Art Nouveau (principalement dans les intérieurs). Le toit est en tuiles.
Derrière l'arcade du premier étage se trouvait un magasin avec quatre vitrines, un portail d'entrée et un arc d'entrée. Les murs entre les 2è et 4è étages sont décorés de bandes de pierre de taille avec des bossages de texture rugueuse ; en combinaison avec les fenêtres, une illusion visuelle d'une grille à ossature est créée, généralement en brique et en plâtre.
Du granit finlandais et du granit rouge et rose ont été utilisés pour la finition. 
La cour du bâtiment est rectangulaire, le portail est bordé de tuiles vernissées blanches à rayures vertes .

## Intérieurs

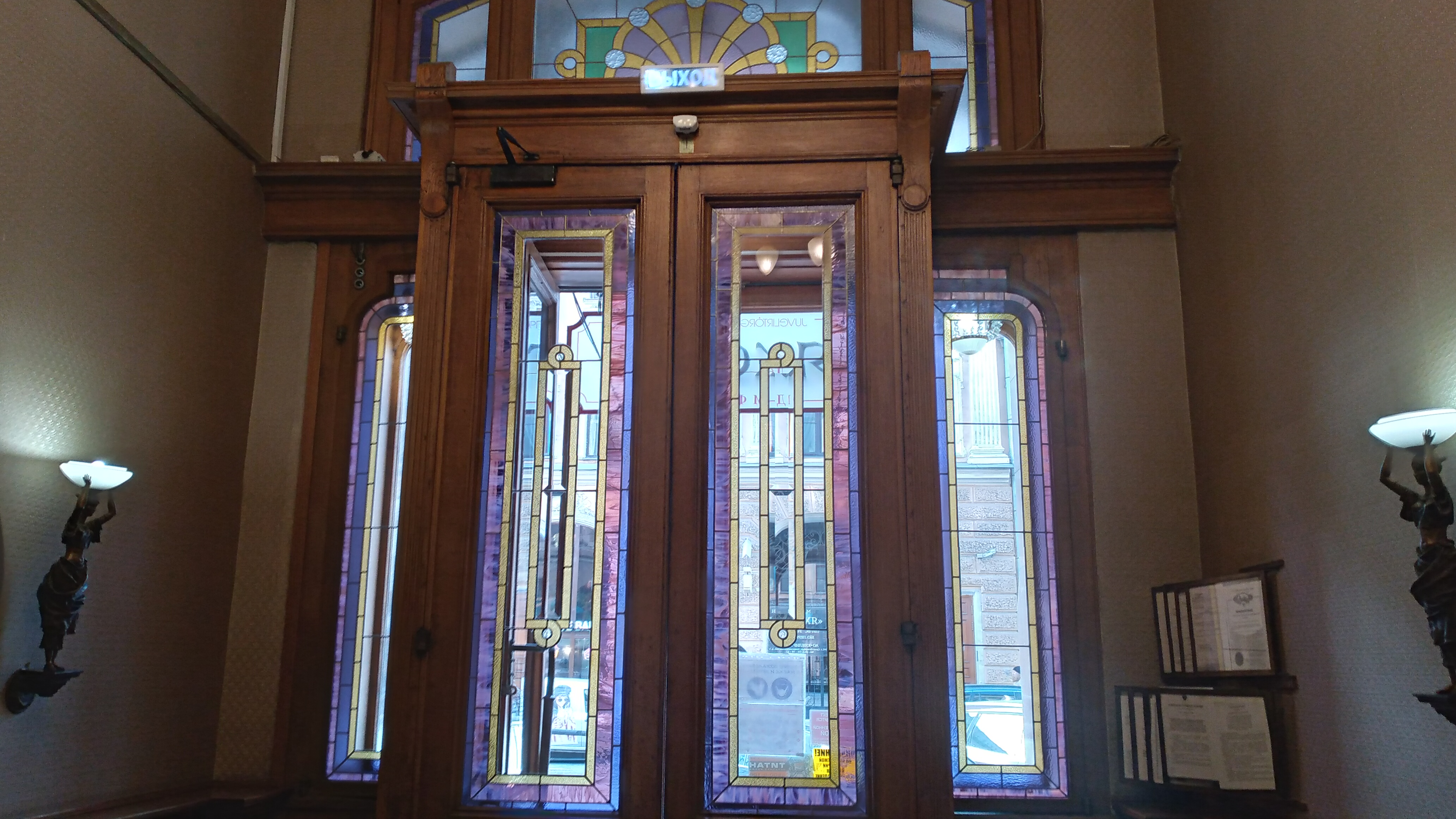

La décoration du bâtiment a été conservée par fragments.
Auparavant, l'espace de vente était doté d'un lustre en bronze, de vitrines en chêne et d'une frise peinte à motifs floraux et il y avait un ascenseur. Dans l'aile droite, l'escalier principal depuis le portail est réalisé dans le style du début du Modernisme, avec une clôture forgée à motif floral stylisé, des moulures et des vitraux. Les vitraux du bâtiment sont unis par l'idée générale « du jardin au ciel »,.